# Sălcuța Nouă, Căușeni
Sălcuța Nouă este un sat din cadrul comunei Cîrnățenii Noi din raionul Căușeni, Republica Moldova.

## Demografie

### Structura etnică
Structura etnică a localității conform recensământului populației din 2004:
| Grup etnic                                               | Populație | % Procentaj  |
| -------------------------------------------------------- | --------- | ------------ |
| Băștinași declarați Moldoveni Băștinași declarați Români | 348 5     | 96,94% 1,39% |
| Ucraineni                                                | 4         | 1,11%        |
| Ruși                                                     | 2         | 0,56%        |
| Total                                                    | 359       |              |